# Anopheles majidi
Anopheles majidi är en tvåvingeart som beskrevs av Young och Majid 1928. Anopheles majidi ingår i släktet Anopheles och familjen stickmyggor. Inga underarter finns listade i Catalogue of Life.